# Lista över fornlämningar i Kalix kommun
Lista över fornlämningar i Kalix kommun är en förteckning av ett urval av de fornlämningar som finns i Kalix kommun.

## Nederkalix
| Namn                                      | Lämningstyp             | Tillkomsttid | Historisk indelning    | Plats | Läge                 | ID-nr          | Bild                                      |
| ----------------------------------------- | ----------------------- | ------------ | ---------------------- | ----- | -------------------- | -------------- | ----------------------------------------- |
| 1) Nässkatagubbens grav (Nederkalix 14:1) | Stensättning            |              | Nederkalix, Norrbotten |       | 65.809100, 22.868805 | 10018400140001 | Ladda upp en bild av detta fornminne      |
| 1) Nässkatagubbens grav (Nederkalix 14:2) | Stensättning            |              | Nederkalix, Norrbotten |       | 65.808973, 22.868437 | 10018400140002 | Ladda upp en bild av detta fornminne      |
| Nederkalix 19:1                           | Minnesmärke             |              | Nederkalix, Norrbotten |       | 65.856626, 23.146078 | 10018400190001 | Ladda upp en till bild av detta fornminne |
| Nederkalix 58:1                           | Fiskeläge               |              | Nederkalix, Norrbotten |       | 65.658083, 23.557545 | 10018400580001 | Ladda upp en bild av detta fornminne      |
| Espinärahögen (Nederkalix 80:1)           | Hög                     |              | Nederkalix, Norrbotten |       | 65.958383, 23.447850 | 10018400800001 | Ladda upp en bild av detta fornminne      |
| Sangishögen (Nederkalix 81:1)             | Hög                     |              | Nederkalix, Norrbotten |       | 65.839159, 23.436723 | 10018400810001 | Ladda upp en till bild av detta fornminne |
| Nederkalix 83:1                           | Kyrka/kapell            |              | Nederkalix, Norrbotten |       | 65.777642, 23.251748 | 10018400830001 | Ladda upp en bild av detta fornminne      |
| Nederkalix 86:1                           | Stensättning            |              | Nederkalix, Norrbotten |       | 65.879718, 23.579131 | 10018400860001 | Ladda upp en bild av detta fornminne      |
| Nederkalix 91:1                           | Stensättning            |              | Nederkalix, Norrbotten |       | 65.959174, 23.448002 | 10018400910001 | Ladda upp en bild av detta fornminne      |
| Nederkalix 97:1                           | Stensättning            |              | Nederkalix, Norrbotten |       | 65.971010, 23.414812 | 10018400970001 | Ladda upp en bild av detta fornminne      |
| Nederkalix 98:1                           | Stensättning            |              | Nederkalix, Norrbotten |       | 65.963895, 23.430249 | 10018400980001 | Ladda upp en bild av detta fornminne      |
| Nederkalix 107:1                          | Grav- och boplatsområde |              | Nederkalix, Norrbotten |       | 65.951848, 23.478331 | 10018401070001 | Ladda upp en till bild av detta fornminne |
| Nederkalix 108:1                          | Stensättning            |              | Nederkalix, Norrbotten |       | 65.933232, 23.485074 | 10018401080001 | Ladda upp en bild av detta fornminne      |
| Nederkalix 108:2                          | Stensättning            |              | Nederkalix, Norrbotten |       | 65.933313, 23.484889 | 10018401080002 | Ladda upp en bild av detta fornminne      |
| Nederkalix 108:3                          | Stensättning            |              | Nederkalix, Norrbotten |       | 65.933386, 23.485052 | 10018401080003 | Ladda upp en bild av detta fornminne      |
| Nederkalix 142:1                          | Stensättning            |              | Nederkalix, Norrbotten |       | 65.866686, 23.385340 | 10018401420001 | Ladda upp en bild av detta fornminne      |
| Nederkalix 142:2                          | Stensättning            |              | Nederkalix, Norrbotten |       | 65.866629, 23.385889 | 10018401420002 | Ladda upp en bild av detta fornminne      |
| Nederkalix 142:3                          | Stensättning            |              | Nederkalix, Norrbotten |       | 65.866706, 23.386020 | 10018401420003 | Ladda upp en bild av detta fornminne      |
| Nederkalix 157:1                          | Fiskeläge               |              | Nederkalix, Norrbotten |       | 65.807916, 23.311218 | 10018401570001 | Ladda upp en bild av detta fornminne      |
| Nederkalix 170:1                          | Stensättning            |              | Nederkalix, Norrbotten |       | 65.893751, 23.456588 | 10018401700001 | Ladda upp en bild av detta fornminne      |
| Nederkalix 181:1                          | Stensättning            |              | Nederkalix, Norrbotten |       | 65.827097, 22.884815 | 10018401810001 | Ladda upp en bild av detta fornminne      |
| Nederkalix 181:2                          | Stensättning            |              | Nederkalix, Norrbotten |       | 65.827020, 22.884725 | 10018401810002 | Ladda upp en bild av detta fornminne      |
| Nederkalix 181:3                          | Stensättning            |              | Nederkalix, Norrbotten |       | 65.827117, 22.883713 | 10018401810003 | Ladda upp en bild av detta fornminne      |
| Nederkalix 181:4                          | Stensättning            |              | Nederkalix, Norrbotten |       | 65.827590, 22.885561 | 10018401810004 | Ladda upp en bild av detta fornminne      |
| Nederkalix 185:1                          | Stensättning            |              | Nederkalix, Norrbotten |       | 65.841846, 22.891767 | 10018401850001 | Ladda upp en bild av detta fornminne      |
| Nederkalix 185:2                          | Stensättning            |              | Nederkalix, Norrbotten |       | 65.841880, 22.891408 | 10018401850002 | Ladda upp en bild av detta fornminne      |
| Nederkalix 257:1                          | Stensättning            |              | Nederkalix, Norrbotten |       | 65.961719, 23.133027 | 10018402570001 | Ladda upp en bild av detta fornminne      |
| Nederkalix 257:2                          | Stensättning            |              | Nederkalix, Norrbotten |       | 65.961609, 23.133084 | 10018402570002 | Ladda upp en bild av detta fornminne      |
| Nederkalix 257:3                          | Stensättning            |              | Nederkalix, Norrbotten |       | 65.961668, 23.133261 | 10018402570003 | Ladda upp en bild av detta fornminne      |
| Nederkalix 362:1                          | Stensättning            |              | Nederkalix, Norrbotten |       | 65.875565, 23.181549 | 10018403620001 | Ladda upp en bild av detta fornminne      |
| Nederkalix 364:1                          | Röse                    |              | Nederkalix, Norrbotten |       | 65.885255, 23.100966 | 10018403640001 | Ladda upp en bild av detta fornminne      |
| Nederkalix 364:2                          | Stensättning            |              | Nederkalix, Norrbotten |       | 65.885346, 23.101454 | 10018403640002 | Ladda upp en bild av detta fornminne      |
| Nederkalix 364:3                          | Stensättning            |              | Nederkalix, Norrbotten |       | 65.885545, 23.101525 | 10018403640003 | Ladda upp en bild av detta fornminne      |
| Nederkalix 368:1                          | Stensättning            |              | Nederkalix, Norrbotten |       | 65.892860, 23.120395 | 10018403680001 | Ladda upp en bild av detta fornminne      |
| Nederkalix 372:1                          | Fiskeläge               |              | Nederkalix, Norrbotten |       | 65.749647, 23.380484 | 10018403720001 | Ladda upp en bild av detta fornminne      |
| Nederkalix 372:2                          | Fiskeläge               |              | Nederkalix, Norrbotten |       | 65.749198, 23.383356 | 10018403720002 | Ladda upp en bild av detta fornminne      |
| Nederkalix 392:5                          | Stensättning            |              | Nederkalix, Norrbotten |       | 65.772983, 23.407856 | 10018403920005 | Ladda upp en bild av detta fornminne      |
| Nederkalix 396:1                          | Fiskeläge               |              | Nederkalix, Norrbotten |       | 65.725352, 23.347425 | 10018403960001 | Ladda upp en bild av detta fornminne      |
| Nederkalix 400:1                          | Stensättning            |              | Nederkalix, Norrbotten |       | 65.926115, 22.991201 | 10018404000001 | Ladda upp en bild av detta fornminne      |
| Nederkalix 400:2                          | Stensättning            |              | Nederkalix, Norrbotten |       | 65.926160, 22.991391 | 10018404000002 | Ladda upp en bild av detta fornminne      |
| Nederkalix 400:3                          | Stensättning            |              | Nederkalix, Norrbotten |       | 65.926085, 22.991436 | 10018404000003 | Ladda upp en bild av detta fornminne      |
| Nederkalix 408:1                          | Stensättning            |              | Nederkalix, Norrbotten |       | 65.893956, 22.878739 | 10018404080001 | Ladda upp en bild av detta fornminne      |
| Nederkalix 408:2                          | Stensättning            |              | Nederkalix, Norrbotten |       | 65.893983, 22.879030 | 10018404080002 | Ladda upp en bild av detta fornminne      |
| Nederkalix 429:1                          | Stensättning            |              | Nederkalix, Norrbotten |       | 65.806242, 22.875630 | 10018404290001 | Ladda upp en bild av detta fornminne      |
| Nederkalix 441:1                          | Lägenhetsbebyggelse     |              | Nederkalix, Norrbotten |       | 66.015396, 23.327597 | 10018404410001 | Ladda upp en bild av detta fornminne      |
| Nederkalix 441:2                          | Lägenhetsbebyggelse     |              | Nederkalix, Norrbotten |       | 66.015398, 23.327908 | 10018404410002 | Ladda upp en bild av detta fornminne      |
| Nederkalix 442:2                          | Lägenhetsbebyggelse     |              | Nederkalix, Norrbotten |       | 66.010709, 23.322041 | 10018404420002 | Ladda upp en bild av detta fornminne      |
| Nederkalix 478:1                          | Fiskeläge               |              | Nederkalix, Norrbotten |       | 65.831514, 23.226939 | 10018404780001 | Ladda upp en bild av detta fornminne      |
| Nederkalix 514:2                          | Röse                    |              | Nederkalix, Norrbotten |       | 65.977258, 23.435436 | 10018405140002 | Ladda upp en bild av detta fornminne      |
| Nederkalix 551:1                          | Röse                    |              | Nederkalix, Norrbotten |       | 65.846620, 23.557420 | 10018405510001 | Ladda upp en bild av detta fornminne      |
| Nederkalix 558:1                          | Stensättning            |              | Nederkalix, Norrbotten |       | 65.847808, 23.520019 | 10018405580001 | Ladda upp en bild av detta fornminne      |
| Nederkalix 558:2                          | Stensättning            |              | Nederkalix, Norrbotten |       | 65.847729, 23.519974 | 10018405580002 | Ladda upp en bild av detta fornminne      |
| Nederkalix 568:1                          | Fiskeläge               |              | Nederkalix, Norrbotten |       | 65.792550, 23.474864 | 10018405680001 | Ladda upp en bild av detta fornminne      |
| Nederkalix 601:1                          | Fiskeläge               |              | Nederkalix, Norrbotten |       | 65.721425, 23.564284 | 10018406010001 | Ladda upp en bild av detta fornminne      |
| Nederkalix 602:1                          | Fiskeläge               |              | Nederkalix, Norrbotten |       | 65.740739, 23.542916 | 10018406020001 | Ladda upp en bild av detta fornminne      |
| Nederkalix 606:1                          | Fiskeläge               |              | Nederkalix, Norrbotten |       | 65.746221, 23.586177 | 10018406060001 | Ladda upp en bild av detta fornminne      |
| Nederkalix 608:1                          | Fiskeläge               |              | Nederkalix, Norrbotten |       | 65.528646, 23.543924 | 10018406080001 | Ladda upp en bild av detta fornminne      |
| Nederkalix 611:1                          | Fiskeläge               |              | Nederkalix, Norrbotten |       | 65.724521, 23.485419 | 10018406110001 | Ladda upp en bild av detta fornminne      |
| Nederkalix 680:1                          | Grav- och boplatsområde |              | Nederkalix, Norrbotten |       | 65.908819, 23.169274 | 10018406800001 | Ladda upp en bild av detta fornminne      |
| Nederkalix 724                            | Stensättning            |              | Nederkalix, Norrbotten |       | 65.856019, 23.403236 | 12000000058548 | Ladda upp en bild av detta fornminne      |

## Töre
| Namn       | Lämningstyp             | Tillkomsttid | Historisk indelning | Plats | Läge                 | ID-nr          | Bild                                 |
| ---------- | ----------------------- | ------------ | ------------------- | ----- | -------------------- | -------------- | ------------------------------------ |
| Töre 40:1  | Stensättning            |              | Töre, Norrbotten    |       | 66.025033, 22.625628 | 10019200400001 | Ladda upp en bild av detta fornminne |
| Töre 41:1  | Stensättning            |              | Töre, Norrbotten    |       | 66.024642, 22.626651 | 10019200410001 | Ladda upp en bild av detta fornminne |
| Töre 41:2  | Stensättning            |              | Töre, Norrbotten    |       | 66.024625, 22.626425 | 10019200410002 | Ladda upp en bild av detta fornminne |
| Töre 49:1  | Fiskeläge               |              | Töre, Norrbotten    |       | 65.637349, 23.038604 | 10019200490001 | Ladda upp en bild av detta fornminne |
| Töre 50:1  | Grav- och boplatsområde |              | Töre, Norrbotten    |       | 66.126539, 22.863345 | 10019200500001 | Ladda upp en bild av detta fornminne |
| Töre 52:2  | Fiskeläge               |              | Töre, Norrbotten    |       | 65.759390, 22.654002 | 10019200520002 | Ladda upp en bild av detta fornminne |
| Töre 53:1  | Stensättning            |              | Töre, Norrbotten    |       | 66.017349, 22.624137 | 10019200530001 | Ladda upp en bild av detta fornminne |
| Töre 53:2  | Stensättning            |              | Töre, Norrbotten    |       | 66.017110, 22.623228 | 10019200530002 | Ladda upp en bild av detta fornminne |
| Töre 70:1  | Röse                    |              | Töre, Norrbotten    |       | 65.896950, 22.744775 | 10019200700001 | Ladda upp en bild av detta fornminne |
| Töre 74:1  | Fiskeläge               |              | Töre, Norrbotten    |       | 65.861883, 22.790187 | 10019200740001 | Ladda upp en bild av detta fornminne |
| Töre 74:2  | Gravfält                |              | Töre, Norrbotten    |       | 65.861525, 22.791055 | 10019200740002 | Ladda upp en bild av detta fornminne |
| Töre 106:1 | Stensättning            |              | Töre, Norrbotten    |       | 65.936444, 22.668114 | 10019201060001 | Ladda upp en bild av detta fornminne |
| Töre 106:3 | Stensättning            |              | Töre, Norrbotten    |       | 65.936811, 22.668760 | 10019201060003 | Ladda upp en bild av detta fornminne |
| Töre 123:1 | Stensättning            |              | Töre, Norrbotten    |       | 65.982291, 22.614369 | 10019201230001 | Ladda upp en bild av detta fornminne |
| Töre 123:2 | Stensättning            |              | Töre, Norrbotten    |       | 65.982259, 22.614051 | 10019201230002 | Ladda upp en bild av detta fornminne |
| Töre 127:1 | Röse                    |              | Töre, Norrbotten    |       | 65.951564, 22.593805 | 10019201270001 | Ladda upp en bild av detta fornminne |
| Töre 166:1 | Röse                    |              | Töre, Norrbotten    |       | 65.955876, 22.735644 | 10019201660001 | Ladda upp en bild av detta fornminne |
| Töre 166:2 | Stensättning            |              | Töre, Norrbotten    |       | 65.955942, 22.735463 | 10019201660002 | Ladda upp en bild av detta fornminne |
| Töre 166:3 | Röse                    |              | Töre, Norrbotten    |       | 65.955990, 22.735726 | 10019201660003 | Ladda upp en bild av detta fornminne |
| Töre 252:1 | Fiskeläge               |              | Töre, Norrbotten    |       | 65.747214, 22.912037 | 10019202520001 | Ladda upp en bild av detta fornminne |
| Töre 258:1 | Fiskeläge               |              | Töre, Norrbotten    |       | 65.775390, 22.813243 | 10019202580001 | Ladda upp en bild av detta fornminne |
| Töre 266:1 | Stensättning            |              | Töre, Norrbotten    |       | 66.051561, 22.584820 | 10019202660001 | Ladda upp en bild av detta fornminne |
| Töre 271:1 | Gravfält                |              | Töre, Norrbotten    |       | 66.024139, 22.628656 | 10019202710001 | Ladda upp en bild av detta fornminne |
| Töre 272:1 | Stensättning            |              | Töre, Norrbotten    |       | 66.024508, 22.630741 | 10019202720001 | Ladda upp en bild av detta fornminne |
| Töre 274:1 | Röse                    |              | Töre, Norrbotten    |       | 66.016914, 22.620384 | 10019202740001 | Ladda upp en bild av detta fornminne |
| Töre 308:1 | Stensättning            |              | Töre, Norrbotten    |       | 66.013015, 22.608008 | 10019203080001 | Ladda upp en bild av detta fornminne |
| Töre 308:2 | Stensättning            |              | Töre, Norrbotten    |       | 66.013061, 22.608199 | 10019203080002 | Ladda upp en bild av detta fornminne |
| Töre 310:1 | Stensättning            |              | Töre, Norrbotten    |       | 66.017332, 22.602040 | 10019203100001 | Ladda upp en bild av detta fornminne |
| Töre 316:1 | Stensättning            |              | Töre, Norrbotten    |       | 66.017736, 22.638331 | 10019203160001 | Ladda upp en bild av detta fornminne |
| Töre 320:1 | Gravfält                |              | Töre, Norrbotten    |       | 66.019544, 22.629928 | 10019203200001 | Ladda upp en bild av detta fornminne |
| Töre 321:1 | Stensättning            |              | Töre, Norrbotten    |       | 66.019738, 22.631988 | 10019203210001 | Ladda upp en bild av detta fornminne |
| Töre 356:1 | Fiskeläge               |              | Töre, Norrbotten    |       | 65.644023, 22.909761 | 10019203560001 | Ladda upp en bild av detta fornminne |
| Töre 358:1 | Fiskeläge               |              | Töre, Norrbotten    |       | 65.644884, 22.917509 | 10019203580001 | Ladda upp en bild av detta fornminne |
| Töre 359:1 | Fiskeläge               |              | Töre, Norrbotten    |       | 65.644377, 22.913130 | 10019203590001 | Ladda upp en bild av detta fornminne |
| Töre 364:1 | Kyrka/kapell            |              | Töre, Norrbotten    |       | 65.648556, 22.973704 | 10019203640001 | Ladda upp en bild av detta fornminne |
| Töre 369:1 | Fiskeläge               |              | Töre, Norrbotten    |       | 65.637984, 22.985036 | 10019203690001 | Ladda upp en bild av detta fornminne |
| Töre 370:1 | Fiskeläge               |              | Töre, Norrbotten    |       | 65.723455, 22.727591 | 10019203700001 | Ladda upp en bild av detta fornminne |
| Töre 381:1 | Fiskeläge               |              | Töre, Norrbotten    |       | 65.641069, 23.038666 | 10019203810001 | Ladda upp en bild av detta fornminne |
| Töre 424:1 | Stensättning            |              | Töre, Norrbotten    |       | 65.948246, 22.708605 | 10019204240001 | Ladda upp en bild av detta fornminne |
| Töre 424:2 | Stensättning            |              | Töre, Norrbotten    |       | 65.948138, 22.708884 | 10019204240002 | Ladda upp en bild av detta fornminne |
| Töre 424:3 | Stensättning            |              | Töre, Norrbotten    |       | 65.948819, 22.708780 | 10019204240003 | Ladda upp en bild av detta fornminne |
| Töre 462:1 | Röse                    |              | Töre, Norrbotten    |       | 66.010471, 22.718844 | 10019204620001 | Ladda upp en bild av detta fornminne |
| Töre 469:1 | Stensättning            |              | Töre, Norrbotten    |       | 66.017124, 22.621948 | 10019204690001 | Ladda upp en bild av detta fornminne |
| Töre 476:1 | Stensättning            |              | Töre, Norrbotten    |       | 66.082257, 22.626669 | 10019204760001 | Ladda upp en bild av detta fornminne |
| Töre 476:2 | Stensättning            |              | Töre, Norrbotten    |       | 66.081942, 22.627280 | 10019204760002 | Ladda upp en bild av detta fornminne |